# 深刻入骨
《深刻入骨》（英語：To the Bone）是一部2017年美國劇情片，由馬蒂·諾克森執導和編劇。電影主演包括莉莉·柯林斯、基努·李維、凱莉·普林斯頓、莉莉·泰勒與希亞拉·布拉沃。《深刻入骨》於2017年1月22日在日舞影展上首映，並於2017年7月14日在Netflix上發行。

## 劇情
故事敘述年僅20歲的少女艾倫卻在正值青春時期面臨著自己與厭食症的鬥爭，後來她被家人送至團體家屋給一名特別的醫生治療，使得艾倫漸漸地恢復自信，並開始跨出解決問題的一步。

## 演員
- 莉莉·柯林斯 飾 艾倫（Ellen）：患有厭食症的少女。
- 基努·李維 飾 威廉·貝克漢醫生（Dr. William Beckham）：治療艾倫病情的醫生。
- 凱莉·普林斯頓（英语：Carrie Preston） 飾 蘇珊（Susan）：艾倫的繼母。
- 莉莉·泰勒（英语：Lili Taylor） 飾 茱蒂（Judy）:艾倫的生母
- 亞歷克斯·夏普（英语：Alex Sharp） 飾 路克（Luke）:從英國來求醫的男孩
- 希亞拉·布拉沃（英语：Ciara Bravo） 飾 雀西（Tracy）
- 莉安娜·莉貝雷托（英语：Liana Liberato） 飾 凱莉（Kelly）:艾倫的妹妹
- 布魯克·史密斯（英语：Brooke Smith (actress)） 飾 奧莉薇（Olive）
- 瑪雅·埃謝特（英语：Maya Eshet） 飾 柏爾（Pearl）:另一位病人，戴著胃管
- 凱薩琳·普雷斯科特 飾 安娜（Anna）

## 發行
2017年1月，Netflix獲得了電影的發行權，並定於2017年7月14日在全球發行。

### 評價
《深刻入骨》在爛番茄上根據28條評論，持有79%的新鮮度，平均得分6.2 / 10。

## 外部連結
- 互联网电影数据库（IMDb）上《深刻入骨》的资料（英文）
- 爛番茄上《深刻入骨》的資料（英文）